# Damião de Tarso
Damião (m. 914), conhecido em árabe como Damínia (Damyniah), dito Gulam Iazamane ("gulam de Iazamane" - escravo de Iazamane Alcadim) foi um bizantino convertido ao islã, governador de Tarso entre 896 e 897 e um dos principais líderes dos raides navais contra o Império Bizantino no início do século X. Aparece pouco antes de 891, quando é mencionado como escravo de Iazamane Alcadim.
Em 896, tornar-se-ia emir de Tarso e manteria esta posição até 897, quando uma revolta pró-abássida destituiu-o. Em 896 (ou 901) saqueou Demétrias, na Grécia e em 904 participou da campanha de reconquista do Egito do tulúnidas. Em 911, atacou e devastou a ilha de Chipre e em 912, ao lado de Leão de Trípoli, derrotou decisivamente o almirante bizantino Himério próximo a Quios. No verão do mesmo ano acompanhou Rustum ibne Bardu num raide ao Tema de Licando. Faleceu em 913 ou 914.

## Biografia

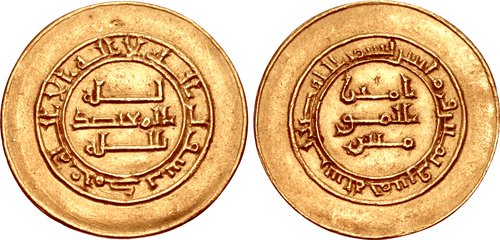
Dinar de ouro do califa Almutadide r.

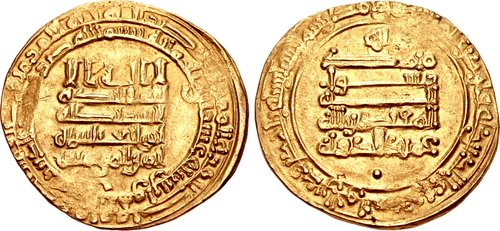
Dinar de ouro do califa Almoctadir r.

Damião era um gulam ("escravo") convertido do governador eunuco de Tarso Iazamane Alcadim (m. 891), que reconheceu a soberania dos tulúnidas do Egito governados pelo filho de Amade ibne Tulune, Cumarauai. Em 896, Damião foi nomeado governador de Tarso pelo então governador Amade ibne Tugane, com Iúçufe Albaguemardi como seu braço direito, e comandante das forças militares da região. Damião e Albaguemardi, porém, foram expulsos de Tarso em março-abril de 897 por uma revolta pró-abássida liderada por Ragibe.
Em 900, Tabari relata que Damião teria urgido o califa Almutadide (r. 892–902) a incendiar a frota de Tarso, composta por mais de cinquenta navios, como vingança por sua expulsão três anos antes, algo que enfraqueceu substancialmente o poder militar muçulmano. Mesmo assim, foi como um almirante que Damião se distinguiu. Em 896 (ou 901), ele saqueou e pilhou o porto de Demétrias, na Grécia. Ele também participou na campanha de 904 liderada por Maomé ibne Solimão Alcatibe que tomou o Egito dos tulúnidas e restaurou o controle abássida; ele liderou uma frota que subiu o Nilo, atacando as margens e impedindo que que reforços chegassem até as forças tulúnidas.
Em 911, no reinado de Almoctadir (r. 908–932), ele atacou Chipre que, desde o século VII, vinha sendo um condomínio neutralizado entre árabes e bizantinos, e devastou a ilha por quatro meses como punição aos habitantes que haviam auxiliado uma frota bizantina sob o almirante Himério a atacar a costa do califado no ano anterior. Finalmente, em outubro de 912, juntamente com o colega renegado Leão de Trípoli, conseguiu uma devastadora vitória sobre o Himério na costa da ilha de Quios.
No verão do mesmo ano, é mencionado como tendo acompanhado o governador do tugur da Cilícia, Rustum ibne Bardu, num ataque contra a fronteiriça província bizantina de Licando e seu governador armênio Melias, que foi cercado em sua fortaleza e se salvou. Damião morreu em 913 (ou 914) enquanto liderava um ataque contra a fortaleza bizantina de Estróbilo no Tema Cibirreota. Sua morte, juntamente com a provável morte de Leão de Trípoli no ano anterior, marcou o fim da era de supremacia naval muçulmana e dos constantes ataques navais contra a costa do império.